# Carlos Cardoso
Carlos Alexandre Cardoso (n. 11 septembrie 1984, Santa Rosa de Viterbo, Brazilia) este un fotbalist brazilian care evoluează la echipa iraniană Tractor Sazi pe postul de fundaș.

## Carieră
A debutat pentru Pandurii Târgu Jiu în Liga I pe 30 martie 2008 într-un meci câștigat împotriva echipei Politehnica Iași.